# Luz Elena González Escobar
Luz Elena González Escobar (Villahermosa, Tabasco; 1 de junio de 1974) es una economista y funcionaria mexicana. Es la secretaria de Energía desde el 1 de octubre de 2024 durante el gobierno de la presidenta Claudia Sheinbaum.

## Biografía
Estudió la licenciatura en economía en la Universidad Nacional Autónoma de México, la maestría en derecho con especialidad en derecho fiscal en la Universidad Tecnológica de México, y la maestría en urbanismo en la Universidad de Cataluña.

### Trayectoria
De 2000 a 2003 fue directora ejecutiva de coordinación institucional e integración política de la secretaría de Medio Ambiente del Distrito Federal, dependencia dirigida por Claudia Sheinbaum. Y de 2003 a 2006 fue directora general de la Red de Transporte de Pasajeros del Distrito Federal. De 2007 a 2008 fue directora del fideicomiso de recuperación crediticia del Distrito Federal. De 2010 a 2013 fue coordinadora general de desarrollo educativo y pedagógico de la secretaría de educación del Distrito Federal.
El 5 de diciembre de 2018 asumió como secretaria de Finanzas de la Ciudad de México, bajo la administración de Claudia Sheinbaum como Jefa de Gobierno, cargo que desempeñó hasta su renuncia el 6 de junio de 2024 para unirse al equipo de transición de Claudia Sheinbaum como presidenta electa de México.